# المسيحية في آيسلندا

كاتدرائية هالجريمسكيركجا في ريكيافيك.

المسيحية في أيسلندا هي الديانة الرئيسية والغالبة إذ تفيد إحصائيات التعداد السكاني لعام 2017 أنَّ 80.5% من سكان آيسلندا ينتمون إلى الديانة المسيحية، البروتستانتية اللوثرية هي أكبر طائفة مسيحية في البلاد فحوالي 69.8% من الآيسلنديين هم أعضاء في كنيسة آيسلندا الوطنية وهي الكنيسة الوطنية في البلاد. المجموعات المسيحية الأخرى في البلاد تتشكل من حوالي 5.7% أعضاء الكنائس اللوثرية الحرة في ريكيافيك وهافناريوردور و3.8% أعضاء الكنيسة الكاثوليكية، التي تمثلها أبرشية ريكيافيك في حين ينتمي حوالي 2% إلى طوائف مسيحية أخرى.
يتمتع الآيسلنديون بحرية الدين بموجب الدستور، على الرغم من أن الكنيسة الوطنية لآيسلندا، وهي هيئة لوثرية، تعد كنيسة الدولة الرسمية. يحتفظ السجل الوطني بالانتماء الديني لكل مواطن آيسلندي. الحضور الديني منخفض نسبياً  كما هو الحال في بلدان الشمال الأوروبي الأخرى. وفقًا لدراسة قامت بها مركز بيو للأبحاث عام 2016 تحت اسم الدين والتعليم حول العالم يُعتبر مسيحيي آيسلندا واحدة من المجتمعات المسيحيَّة الأكثر تعليمًا حيث أن حوالي 34% من مسيحيين آيسلندا حاصلين على تعليم عال ومن حملة الشهادات الجامعيَّة.

## تاريخ

### العصور الوسطى

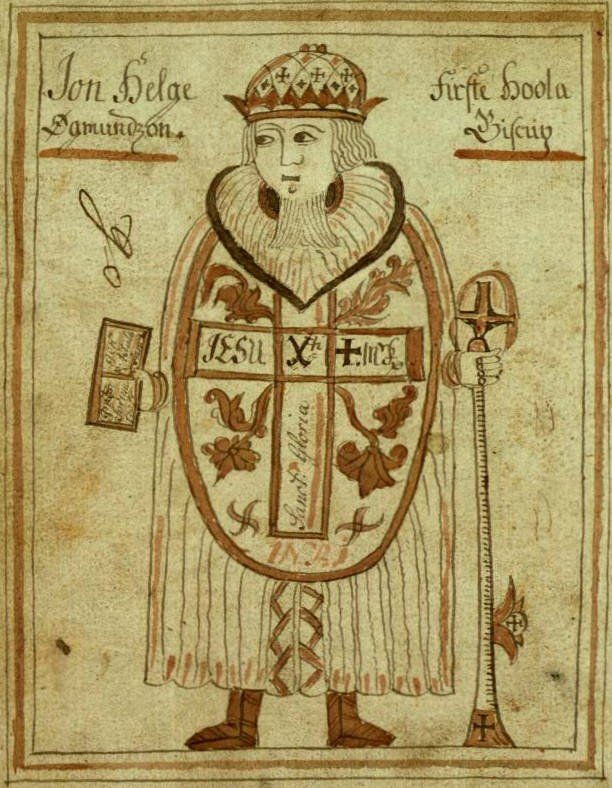
مخطوطة آيسلنديَّة تصور الأسقف جون أوجموندسون.

تشير إحدى النظريات إلى أن أول من زار آيسلندا هم أعضاء بعثة هيبرنية اسكتلندية أو رهبان يعرفون أيضاً باسم بابار والذين وصلوا الجزيرة في القرن الثامن الميلادي، على الرغم من أن الاكتشافات الأثرية لا تدعم هذه الفرضية. يعتقد بمغادرة الرهبان مع وصول أهل الشمال، الذين استوطنوا الجزيرة بشكل منظم تقريباً بين 870-930 م. بينما تشير نتائج فحوص الكربون أن الجزيرة قد تكون مأهولة منذ أوائل النصف الثاني من القرن السابع الميلادي. في سنة 1000 جعل الملك النرويجي أولاف تريغفاسون مهمته تحويل النرويج والمستعمرات النوردية في الغرب بما فيها آيسلندا إلى المسيحية بأسرع ما يمكن، ولم يُمانع استخدام القوة لتحقيق ذلك، فاختطف بعض أبناء زعماء القبائل الآيسلندية، وطالب بالتحول إلى المسيحية في مقابل تحريرهم، وهدد بقطع جميع الصلات التجارية وعزل آيسلندا سياسياً واقتصادياً إذا رفضت اعتناق المسيحية، ووافق المسؤولون الآيسلنديون في ذلك العام على إعلان المسيحية الدين الرسمي لآيسلندا، وتضييق ممارسة الوثنية، وتلا ذلك منع ممارسة الوثنية النوردية تماما. وفقاً لأندرو ماكدونالد يعتبر تحول الآيسلنديين للمسيحية حدثاً سياسياً تم نتيجة لضغط نرويجي، وكان سلمياً مقارنةً بنظيره في إسكندنافيا.
استمرت الرابطة حتى عام 1262 عندما فشل النظام الذي وضعه المستوطنون الأوائل في التعامل مع القوة المتزايدة للزعماء الآيسلنديين.
ومع توطيد المسيحية في آيسلندا، قدم الأساقفة والكهنة من ألمانيا وإنجلترا وأوروبا الشرقية للعمل والتبشير بين السكان المحليين. يُعد سسليفر جيسورارسون، أول أسقف محلي آيسلندي وقد نُصب في بريمن في عام 1056، وجعل من مدينة سكالهولت مقره الأسقفي. وأضحت سكالهولت مركزًا للتعليم المسيحي والروحانيَّة في البلاد خلال القرن الثامن عشر. في القرون الخمسة الأولى لتنصر البلاد كان معظم سكان آيسلندا على مذهب الكنيسة الرومانية الكاثوليكية. في بداية عقد 1056، كانت البلاد جزءًا من محافظة بريمن. في وقت لاحق، أصحبت الكنيسة الآيسلندية تحت سلطة أساقفة لوند، وفي عام 1153 أصبح الكنيسة الآيسلنديَّة جزءًا من مقاطعة نيداروس. وتم تقسيم آيسلندا إلى أبرشيتين، وهي سكالهولت التي أنشئت عام 1056، وهولار في عام 1106. استمر الوضع كذلك حتى عام 1801، عندما أصبحت آيسلندا أبرشية واحدة تحت سلطة أسقف واحد من آيسلندا يقيم في ريكيافيك. كانت البلاد جمهورية مستقلة من عام 930 حتى عام 1262. ثم بعد أن عانت البلاد من الحرب الأهلية والفوضى، خضعت لحكم الملك النرويجي وفي عام 1380 أنضوت تحت سلطة التاج الدنماركي.
في حقبة العصور الوسطى برز ثلاثة قديسين آيسلنديين، أشهرهم ثورلاك من سكالهولت (بالآيسلنديَّة: Þorlákur Þórhallsson) والذي عاش بين السنوات (1133-1193). وكان قد تلقى تعليمه في لينكولن في إنجلترا، وفي باريس. بعد انهاء تعليمه عاد إلى آيسلندا، أصبح رئيس دير كورلاكور، سرعان ما اكتسب سمعة لعلمه. وأصبح أسقف سكالهولت، وسعى لاحقًا إلى تنفيذ مراسيم روما بشأن ملكية ممتلكات الكنيسة وتطبيق الأخلاق المسيحية بين رجال الدين. الأساقفة الأخران الذين برزا في تلك الحقبة هما جون أوجموندسون (1106-1121) وغوموندور أراسون (1203-1237).
كان هناك نشاط أدبي كبير خلال القرنين الثاني عشر والثالث عشر، وتم إنتاج الأدب الديني بشكل واسع النطاق فضلاً عن الروايات الرومانسية في اللغة الأيسلندية، وكان العديد من الكتاب من رجال الدين. تمت ترجمة أجزاء من الكتاب المقدس إلى اللغة الآيسلندية في القرن الثالث عشر. هذا التقليد الأدبي القوي مع الطابع الوطني القوي شكل اللغة الأيسلندية وألهم النشاط الأدبي. وكتبت العديد من التراتيل والترانيم الآيسلندية في القرن الثاني العشر والثالث عشر.

### عصر الإصلاح البروتستانتي

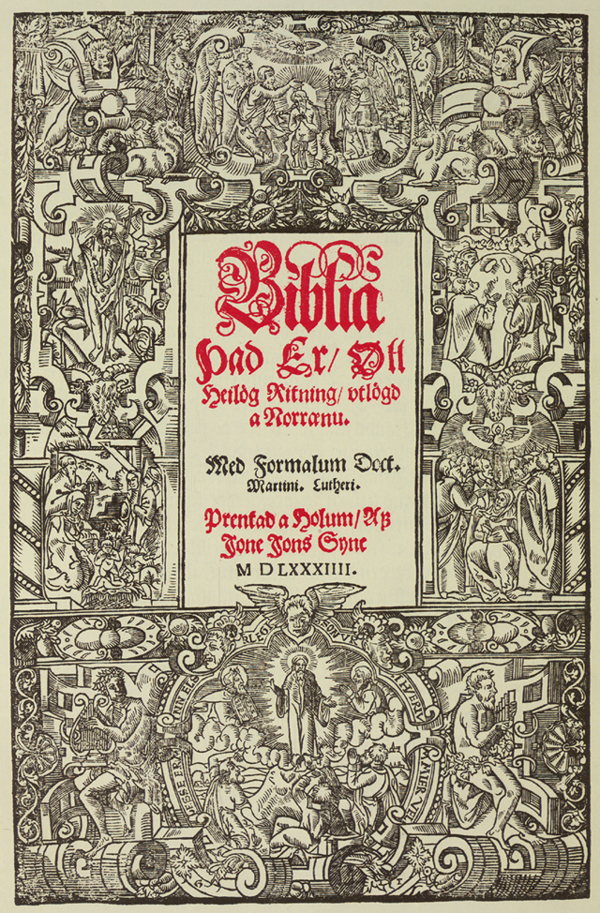
أول ترجمة الكتاب المقدس باللغة الآيسلندية، حيث شهد عصر كريستيان الثالث تحول النرويج للمذهب اللوثري.

كان كريستيان الثاني ملك الدنمارك (1513-1523) أول ملك إسكندنافي قد فكَّر في إدخال الإصلاح البروتستانتي في بلاده، لكنه كان متقطعًا. محاولاته لإستعادة عرشه سببت في اندلاع حرب أهلية في الدنمارك والتي استمرت من عام 1533 حتى عام 1536. انتهى الصراع الداخلي مع انتصار خصم الملك المخلوع، كريستيان الثالث (1534-1559) والذي كان مؤيدًا قويا لوجهات نظر مارتن لوثر. في حوالي منتصف القرن السادس عشر، بدأ الملك كريستيان الثالث ملك الدنمارك بفرض اللوثرية على جميع رعاياه. قطع رأس آخر الأساقفة الكاثوليك في آيسلندا (قبل 1968)، يون أراسون، عام 1550 مع اثنين من أبنائه. كان الشباب الذين يدرسون في الإمبراطورية الرومانية المقدسة أول الآيسلنديين الذين قبلوا الأفكار اللوثرية، ولكن ظل معظم الآيسلنديين مخلصين لإيمانهم التقليدي. وعلاوة على ذلك، تولى الأساقفة الكاثوليك كل من أوجموندور بالسون من سكالهولت وجون أراسون من هولار حكومة البلاد خلال سنوات الحرب الأهلية الدنماركية. ومع ذلك، كانت هناك دائرة سرية من المثقفين اللوثريين الشباب تنمو في محكمة الأسقف أوجموندور بالسون في نفس الفترة.
عارض الأساقفة المسنين علنًا قانون تنظيم الكنيسة اللوثرية، الذي تم عرضه في الدنمارك في عام 1537. وقد تم حرم كنسيًا اثنين من المسؤولين الملكيين الذين استولوا على دير فيزي وطردوا الرهبان من هناك. قرر الأسقف الأعمى أوجموندور بلسون التقاعد، واقترح أن يخلفه جيسور إينارسون. ومع ذلك، كان جيسور إينارسون لوثريًا سريًا وحاول إدخال المبادئ البروتستانتية لإدارة الكنيسة في آيسلندا. ومع ذلك، أصر ألينجي عام 1540 على الحفاظ على بنية الكنيسة التقليدية. تمت أول ترجمة آيسلندية للعهد الجديد من قبل أودور غوتسكالكسون، والذي كان واحد من اللوثريين السريين في محكمة المطران أوجموندور بالسون، ونشرت النسخة في الدنمارك في عام 1540.
سقطت قوة بحرية أرسلها كريستيان الثالث في آيسلندا في عام 1541. وبمساعدة جيسور إينارسون، أقنع الممثلون الملكيون ألينجي عام 1541 لقبول إدخال مرسوم الكنيسة اللوثريَّة في أبرشية سكالهولت. ومع ذلك، كان على جيسور إينارسون - الذي عين كأول أسقف لوثري في آيسلندا - مواجهة غياب رجال الدين البروتستانت المدربين. وبذل كل الجهد لنزع جميع التقاليد المرتبطة ارتباطًا وثيقًا بالكاثوليكيَّة. سرعان ما قام الأسقف جون أراسون بمحاولة استعادة التقاليد الكاثوليكية في سكالهولت بالقوة، ولكن الملك أعلن أنه خارج عن القانون. استطاع دازي غوموندسون، مالك الأراضي اللوثري الثري بالإستيلاء على أملاك الأسقف أراسون في خريف عام 1550. تم إعدام جون أراسون وولديه دون محاكمة في 7 نوفمبر من عام 1550. وفي الصيف القادم قدمت قوة بحرية جديدة من الدنمارك أجبرت شعب أبرشية هولار على قبول قانون الكنيسة اللوثرية، وبالتالي تم إدخال الإصلاح البروتستانتي في البلاد كلها.
كان الإصلاح البروتستانتي بمثابة صدمة ثقافيَّة للآيسلنديين. تم حظر تبجيل القديسين، ودمرت آثار القديسين والعديد من التقاليد الكاثوليكية، وأغلقت جميع الأديرة. وتمت مصادرة ممتلكات الكنيسة الكاثوليكية؛ والتي مساحتها حوالي 19% من جميع الأراضي التابعة للتاج في عام 1554. وشكلت هذه الاملاك المصادة حوالي نصف العشر المدفوع للخزانة الملكية في عام 1560. وعلى الرغم من ذلك، بقيت الأسقفية واحدة من المراكز الهامة للتعليم، على الرغم من أن رجال الدين كانوا يتوجهون إلى التعليم العالي في كوبنهاغن. قام المطران غوبراندور كورلاكسون من هولار (1571-1627) وتلاميذه بترجمة الكتاب المقدس كله إلى اللغة الأيسلندية ونشر عملهم في عام 1584 هذه الترجمة عززت من أهمية اللغة العامية في الليتورجيا، وبالتالي لم تعد اللغة الدانماركية اللغة الطقسية في آيسلندا. ومع تحول البلاد لاحقاً إلى لوثرية، ظلت اللوثرية الدين السائد. وتأثرت البلاد بشكل كبير من الثقافة البروتستانتية على سبيل المثال الموسيقى الآيسلندية التقليدية ذات طابع ديني قوي.

### العصور الحديثة

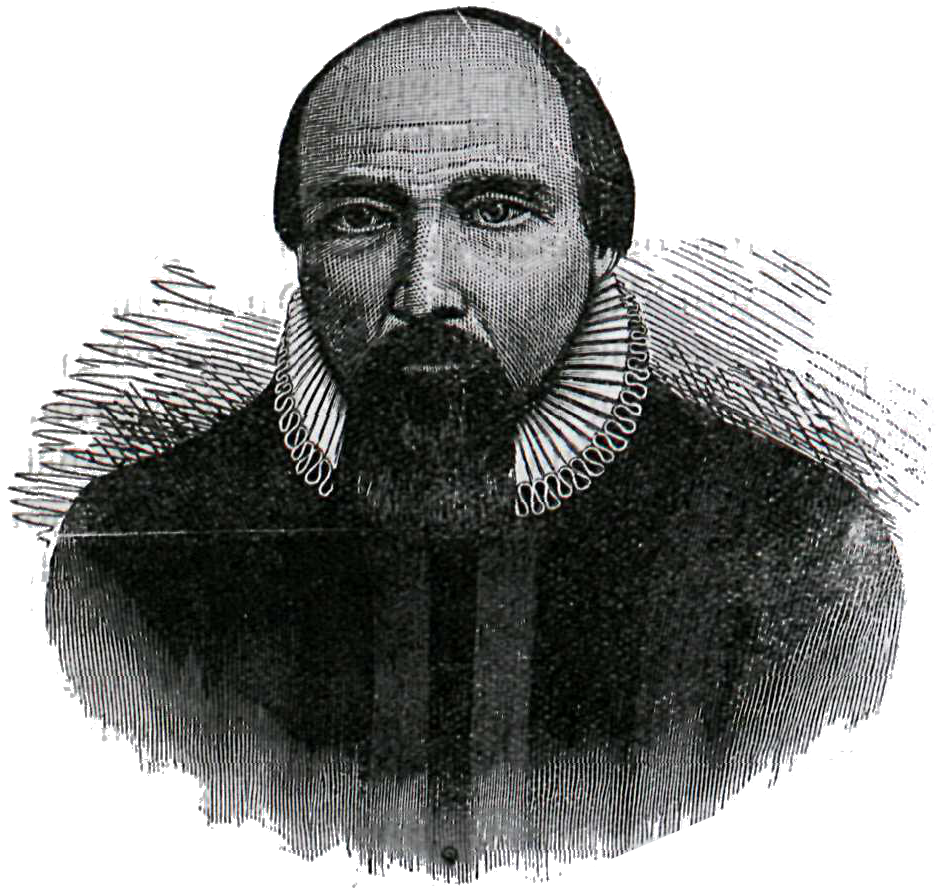
هالغريمور بيتورسون من أبرز من كتب مؤلفات الأدب الروحي اللوثري في آيسلندا.

ازدهر الأدب الروحي في القرن السابع عشر. على سبيل المثال، كتب هالغريمور بيتورسون مزامير العاطفة في هذه الفترة، كما وألَّف جون فيدالين أسقف سكالهولت (1698-1720) كتاب شعبي فيه خطب الأسرة وهو كتاب ديني موجهة للأسرة. وتميزت حياة الكنيسة في آيسلندا في القرن السابع عشر بسبب الهيمنة الأرثوذكسية اللوثرية. ومع ذلك، فإن عدد الكنائس تقلص من حوالي 300 إلى أقل من 200 بين حوالي عام 1550 وعام 1660.
قرر فريدريك الثالث ملك الدنمارك والنرويج (1648-1670) استخدم فريدريك شعبيته لحل النظام الملكي الانتخابي لصالح الملكية المطلقة، والتي استمرت حتى 1848 في الدنمارك. وفي جمعية استثنائيَّة، أجبر مندوبو ألينجي عام 1662 على الاعتراف بالقوة المطلقة للملك. وكان الأسقف برينجولفور سفينسون من سكالهولت (1639-1674) واحدًا من المندوبين الذين حاولوا عبثًا إلغاء عرقلة الشكل التقليدي للحكومة.
وصل الأيسلندي جون ثوركلسون والدنماركي لودفيغ هاربوي، وهما ممثلان عن حركة التقوية إلى آيسلندا في عام 1741 وزاروا العديد من الكنائس. وشهدت آيسلندا نشاط لحركة التقوية من أواخر القرن السابع عشر إلى منتصف القرن الثامن عشر ما بعده. وقد جمعت الحركة التقوية بين اللوثرية ذلك الوقت مع المـُصلحة، وخصوصاً البوريتانية، ركزت على تقوى الفرد، وحياة مسيحية قوية. يرى عدد من المؤرخين وعلماء الاجتماع أن ظهور البروتستانتية وحركة التقوى كان لها أثر كبير في نشوء الثورة العلمية، وكأحد الأسباب التي أدت إلى الثورة العلمية خاصًة في انكلترا وألمانيا، فقد وجدوا علاقة ايجابية بين ظهور حركة التقوى البروتستانتية والعلم التجريبي. شدد جون ثوركلسون والدنماركي لودفيغ هاربوي على أهمية تعليم الأطفال. ونظرًا لتأثيرها، تم إدخال لوائح الكنيسة الجديدة في عام 1744. وشملت هذه التدابير التأكيد الإلزامي للأطفال على تعلم القراءة.

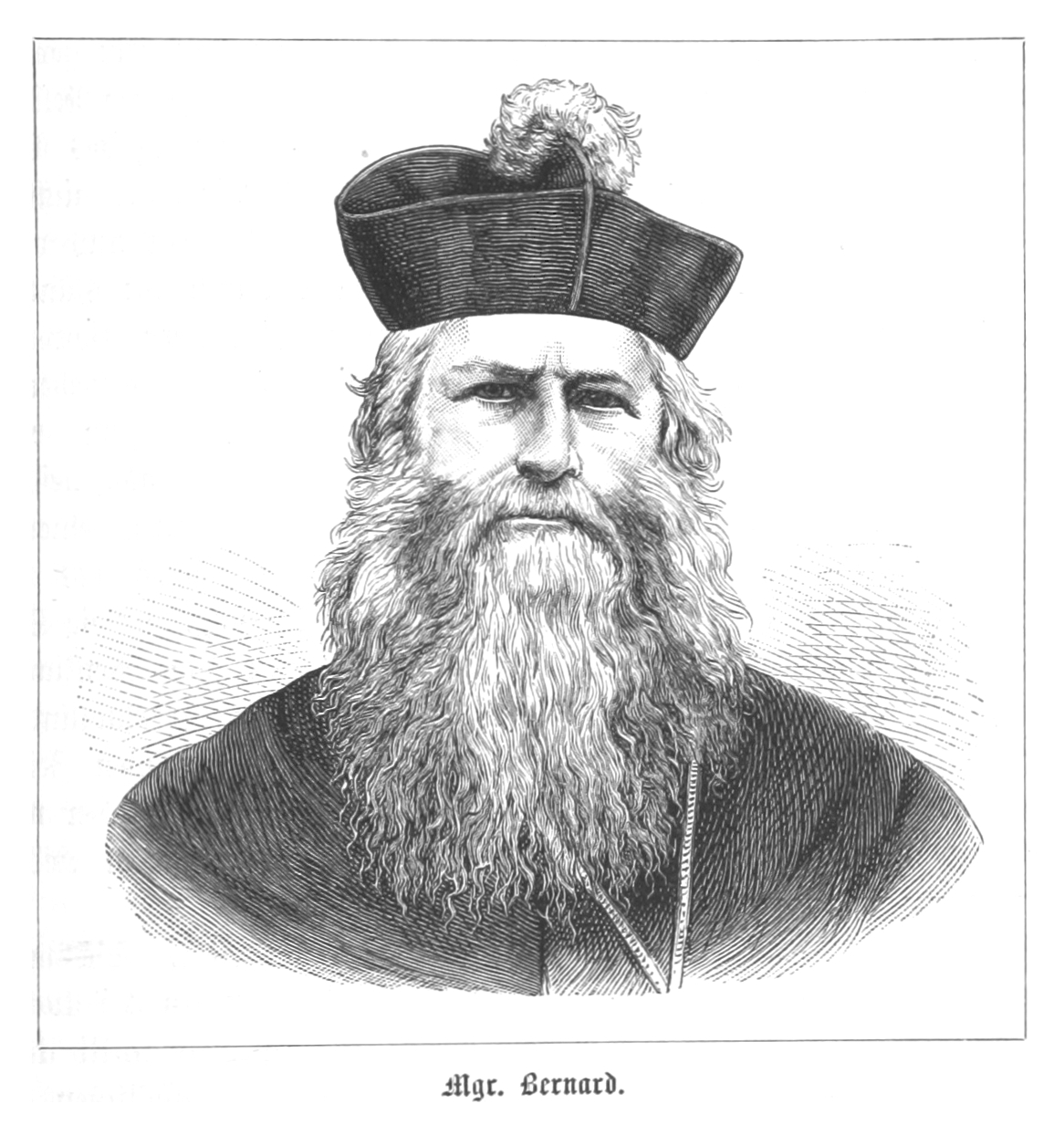
قام برنارد برنار بإحياء الكاثوليكية في البلاد بين السنوات 1869 حتى 1887.

ضمن دستور 1874 الحرية الدينية، ولكنه نص أيضًا على أنَّ «الكنيسة الإنجيلية اللوثرية هي كنيسة وطنية، وعلى هذا النحو أنها محمية ومساندة من قبل الدولة». وقد تم الإبقاء على هذا الحكم في دستور جمهورية آيسلندا لعام 1944. وفي بداية القرن العشرين، تم إصلاح قوانين تشريع الخاصة بالكنيسة اللوثرية، وأنشئت مجالس الرعية، وحصلت التجمعات على حق انتخاب رعاة ها. وقد طبعت ترجمة جديدة للكتاب المقدس في عام 1912، ونقحت في عام 1981. نشرت أحدث ترجمة للكتاب المقدس في عام 2007 من قبل دار الكتاب المقدس الآيسلندية. في أوائل القرن العشرين، أدخل اللاهوت الليبرالي في آيسلندا، مما تسبب في صراع لاهوتي كبير بين أتباع التيار الليبرالي والمحافظين. كان النقد النصي للكتاب المقدس والليبرالية اللاهوتية الراديكالية مؤثرة جدًا في قسم اللاهوت داخل جامعة آيسلندا التي تأسست حديثا. وكانت الروحانية والكتابات الفلسفيَّة أيضًا مؤثرة في الأوساط الفكرية المسيحية. وتولت جمعية الشبان المسيحيين والمجتمعات التبشيرية القيادة الروحيَّة. في بداية القرن العشرين، تم تأسيس اثنين من الكنائس اللوثرية الحرة، وهي كنائس تتبنى نفس الليتورجيا وكتب الصلاة، لكنها مستقلة هيكليًا وماليًا. وفي وقت سابق، قام الكهنة والراهبات الكاثوليك بإنشاء بعثات وأسسوا مستشفيات. في العقود الأولى من القرن العشرين كان للبعثات الخمسينية نجاحًا كبيرًا في استقطاب السكان المحليين من مختلف الشرائح الاجتماعية.

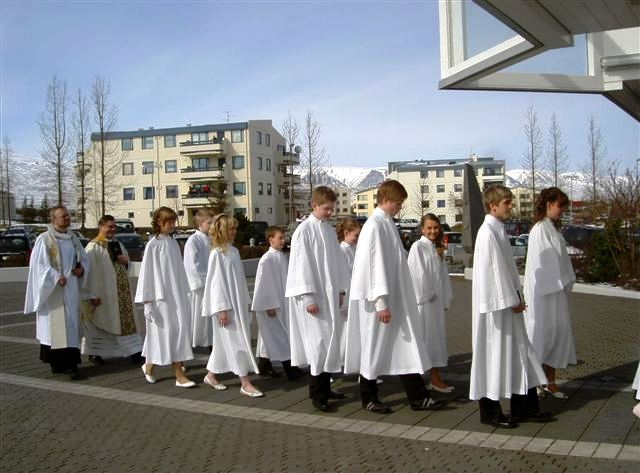
شبيبة تتهيأ لدخول الكنيسة في ريكيافيك.

حتى القرن العشرين، كان معظم سكان البلد في الغالب من الريفيين، والمزارعين والصياديين، وكان أسلوب حياتهم تقليديًا. كانت الكنيسة جزءًا مركزيًا من هذه الطريقة من الحياة، وكانت الصلاة متواجدة في كل بيت وأحاطت العادات الدينيَّة الحياة اليومية وكانت أمرًا مفروغا منه. جلبت الاضطرابات الاجتماعية الحديثة معها مشاكل للكنيسة في آيسلندا. حيث تحولت آيسلندا إلى مجتمع حديث وحضري للغاية، ودولة علمانية إلى حد كبير مع تزايد التعدديَّة في الاعتقاد.
في عام 2010 كان حوالي 70% من السكان ينتمون إلى الكنيسة الإنجيلية اللوثرية في آيسلندا، وأكثر من 90% من السكان ينتمون إلى الديانة المسيحية. حوالي تسعة أطفال من أصل عشرة أطفال يتم تعميدهم في السنة الأولى، وأكثر من 90% من المراهقين حصلوا على سر الميرون، وتزوج حوالي 85% متزوجون في الكنيسة، وأجريت 99% من الجنازات في الكنيسة. بالمقابل فإن نسب المترددين في الكنائس أسبوعيًا ويوم الأحد منخفض نسبيًا، على الرغم من أن الحضور يتزايد خلال المناسبات الدينيَّة الخاصة والتي كثيرًا ما تستقطب حشودًا كبيرة.
في عام 2000، احتفل الشعب الآيسلندي بألفية دخول المسيحية إلى آيسلندا. وفي استطلاع أجرته منظمة غالوب في عام 2004 حول المعتقدات الدينية للآيسلنديين، تبين أنّ حوالي 51% من المستطلعين يصفون أنفسهم بأنهم «متدينين».

## احصائيات

### التعداد السكاني
| الديانة                                 | 1990    | %     | 1995    | %     | 2000    | %     | 2005    | %     | 2010    | %     | 2015    | %     |
| --------------------------------------- | ------- | ----- | ------- | ----- | ------- | ----- | ------- | ----- | ------- | ----- | ------- | ----- |
| كنيسة آيسلندا اللوثرية                  | 236,959 | 92.6% | 245,049 | 91.5% | 248,411 | 87.8% | 251,728 | 84.0% | 251,487 | 79.1% | 237,938 | 71.5% |
| الجماعات البروتستانتية والمسيحية الأخرى | 11,146  | 4.3%  | 12,709  | 4.7%  | 15,924  | 5.6%  | 19,684  | 6.6%  | 22,987  | 7.2%  | 26,297  | 7.9%  |
| الكنيسة الكاثوليكية                     | 2,396   | 0.9%  | 2,553   | 0.95% | 4,307   | 1.5%  | 6,451   | 2.15% | 9,672   | 3.0%  | 12,414  | 3.7%  |
| جماعات وثنية جديدة                      | 98      | 0.03% | 190     | 0.07% | 512     | 0.2%  | 953     | 0.3%  | 1,422   | 0.4%  | 3,210   | 1.0%  |
| زوزيم                                   | -       | -     | -       | -     | -       | -     | -       | -     | -       | -     | 3,087   | 1.0%  |
| البوذية                                 | -       | -     | 230     | 0.08% | 466     | 0.2%  | 685     | 0.2%  | 1,090   | 0.3%  | 1,336   | 0.4%  |
| الإسلام                                 | -       | -     | -       | -     | 164     | 0.05% | 341     | 0.1%  | 591     | 0.2%  | 865     | 0.3%  |
| الإنسانية                               | -       | -     | -       | -     | -       | -     | -       | -     | -       | -     | 1,456   | 0.4%  |
| البهائية                                | 378     | 0.1%  | 402     | 0.15% | 386     | 0.1%  | 389     | 0.1%  | 398     | 0.1%  | 365     | 0.1%  |
| جماعات أخرى                             | 1,505   | 0.6%  | 2,753   | 1.0%  | 6,325   | 2.2%  | 11,794  | 3.9%  | 19,647  | 6.2%  | 26,359  | 7.9%  |
| لادينية                                 | 3,373   | 1.3%  | 3,923   | 1.4%  | 6,350   | 2.2%  | 7,379   | 2.5%  | 10,336  | 3.2%  | 19,202  | 5.7%  |
| مجمل السكان                             | 255,855 | 100%  | 267,809 | 100%  | 282,845 | 100%  | 299,404 | 100%  | 317,630 | 100%  | 332,529 | 100%  |

## الطوائف المسيحية

### البروتستانتية

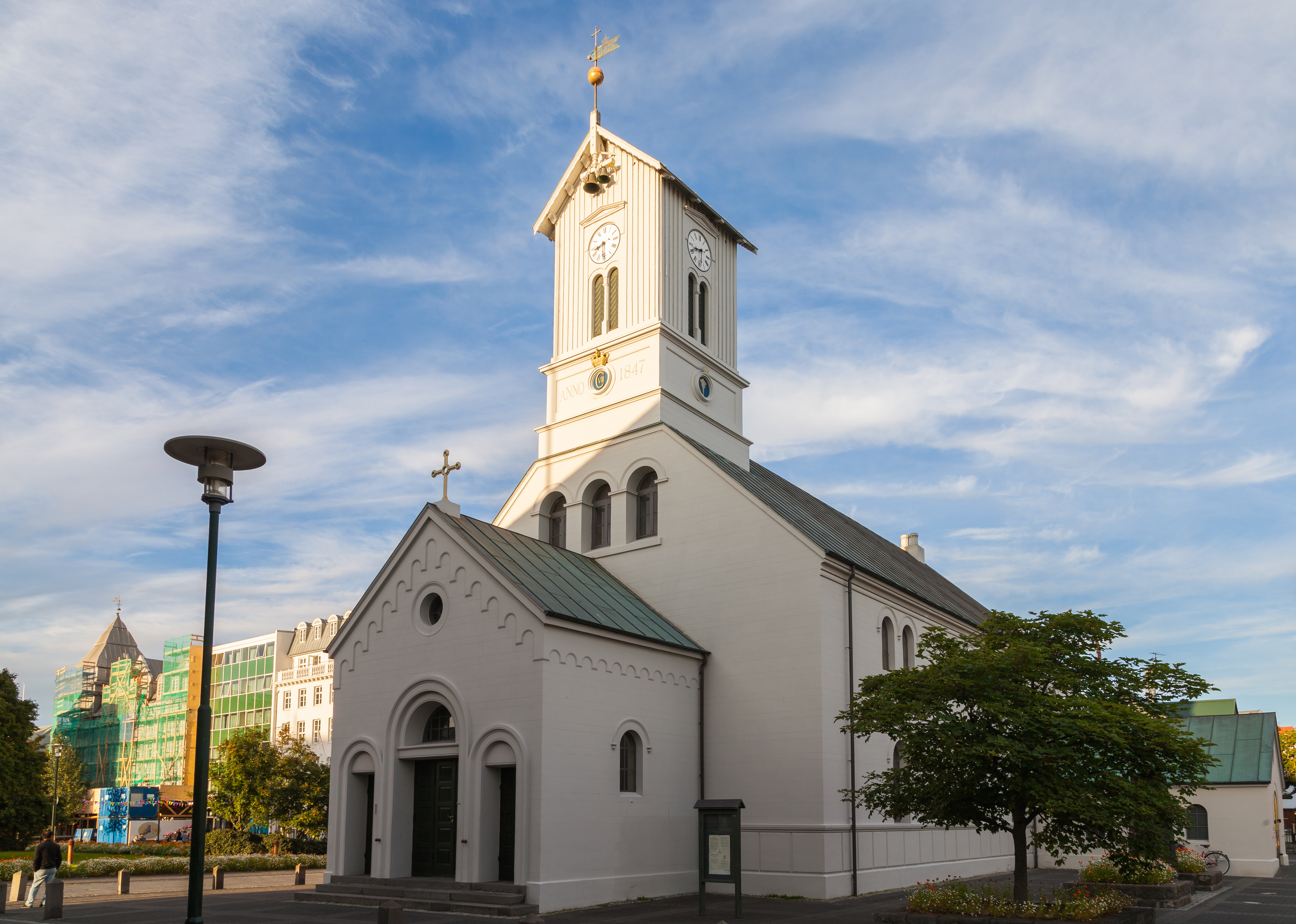
الكاتدرائية اللوثريَّة في ريكيافيك.

وفقًا للإحصاءات الرسميَّة تعد آيسلندا بلدًا ذات أغلبية ساحقة من اللوثريين. الكنيسة الوطنية في آيسلندا، والتي تسمى رسميًا بالكنيسة الإنجيلية اللوثرية، هي دين الدولة، ورئيس أيسلندا هو سلطتها العليا. الكنيسة الرئيسية هي كنيسة آيسلندا الإنجيلية اللوثرية والتي تمثل 70% من السكان في عام 2017. كنيسة آيسلندا هي أيضًا دين الدولة، علمًا أن الدولة تحافظ على الحرية الدينية. وهناك العديد من الكنائس «اللوثرية الحرة» والتي تشكل حوالي 4.9% من السكان. في السنوات الأخيرة، كانت هناك زيادة في التحول إلى الكنائس اللوثرية الحرة. في المجموع، ينتمي 74.6% من السكان إلى شكل من أشكال اللوثرية. تشير التقديرات إلى أن 11% من السكان يحضرون الخدمات الدينية بشكل منتظم في حين أنَّ 44% لا يحضرون سوى في المناسبات.
هناك حضور لعدد من المذاهب البروتستانتية المختلفة أكبرها الكنيسة الخمسينية وشكلت حوالي 0.6% من السكان في عام 2010، تليها الكنيسة السبتيَّة ويتبعها حوالي 0.2% من السكان. وفقًا للسجل الوطني لأيسلندا، هناك حاليا اثنين من الكنائس المعمدانية مع حوالي سبعة وأربعين عضوًا.

### الكاثوليكية
الكنيسة الكاثوليكية الآيسلنديَّة هي جزء من الكنيسة الكاثوليكية العالمية في ظل القيادة الروحية للبابا في روما ومجلس الأساقفة الإسكندنافي. اعتبارًا من عام 2017 كان هناك 12,901 كاثوليكي في آيسلندا، يخدمهم ستة من كهنة الأبرشية، وتسعة من الرهبان، وحوالي ثمانية وثلاثين من الراهبات. ويمثل الرومان الكاثوليك 3.8% من مجمل السكان الآيسلنديين. تغطي أبرشية ريكيافيك معظم الأراضي الآيسلنديَّة. وتضم الأبرشية كاتدرائية، وهي كاتدرائية المسيح الملك في ريكيافيك، وعدد من الكنائس الصغيرة والمصليات في المدن الكبيرة في جميع أنحاء البلاد.